# بودو (جنس)
بودو (باللاتينية: Bodo) هو جنس أوالي من رتبة البودونيات، وهي كائنات حرة المعيشة.
أكثر الأنواع المعروفة هو البودو القافز.

## معرض صور

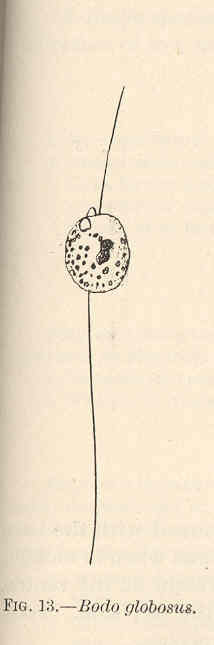
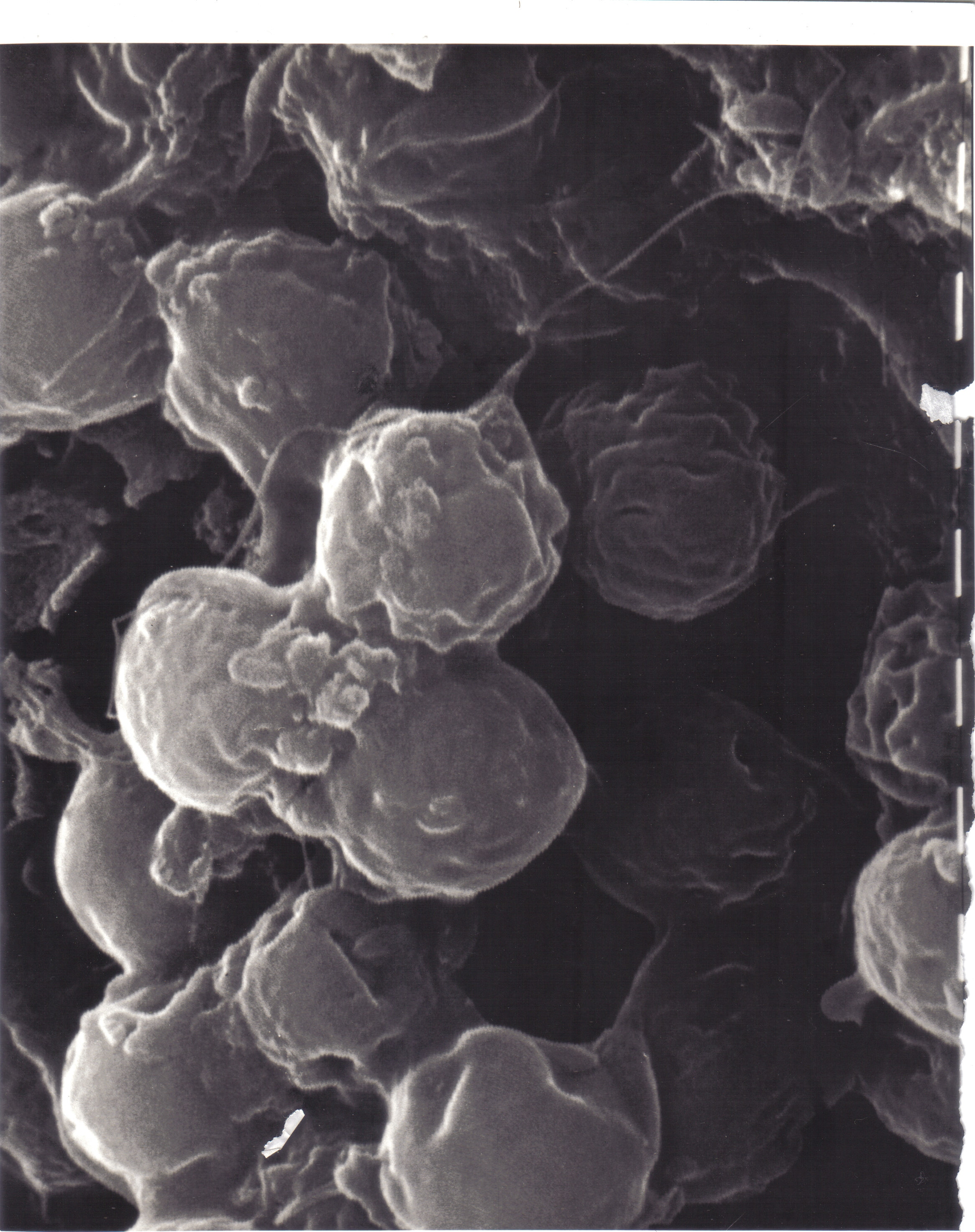
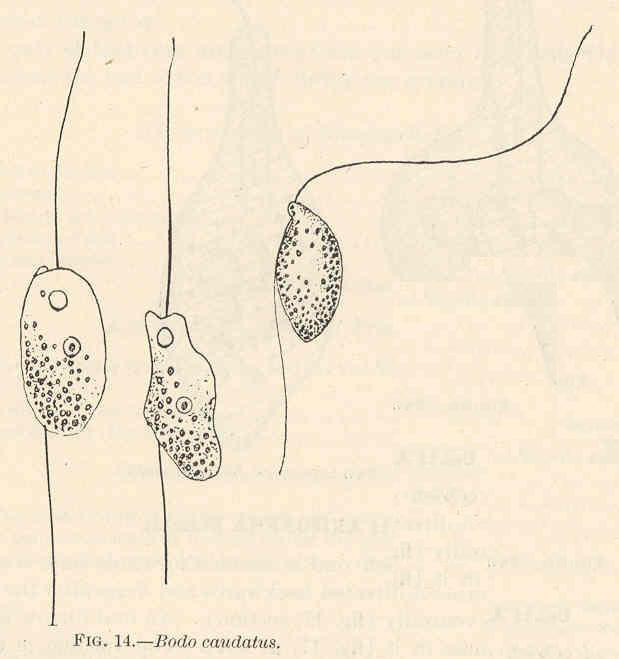